# Lay It on Me (Kelly Rowland)
Lay It on Me è una canzone della cantante R&B statunitense Kelly Rowland interpretato in duetto col rapper suo connazionale "Big Sean", secondo singolo estratto dal terzo album della Rowland Here I Am. Il brano è una Up-tempo R&B che parla di una donna che riferisce al suo uomo quanto ella vuole da lui dal punto di vista sessuale.

## Ricezione della critica
Il brano ha ricevuto critiche generalmente positive: Il Sidney Star Observer, ad esempio, l'ha definita un altro successo assicurato per la Rowland definendolo uno "slinky club banger". Ma non sono mancate alcune eccezioni, come Ken Capobianco che dal The Boston Globe ha definito il brano come una canzone troppo generica che non l'aiutava a confermare la sua singolarità.

## Video
Il video della canzone  è stato diretto dalla fotografa di moda e regista di video musicali Sarah Chatfield. Esso è pervaso da un'atmosfera molto sensuale poiché mostra la Rowland in abiti succinti strusciarsi con alcuni uomini seminudi. Ad esso prende parte anche Big Sean. Il videoclip ha ricevuto critiche generalmente positive.

## Esibizioni Live
I due artisti si sono esibiti con la canzone al Jimmy Kimmel Live!.

## Classifiche
| Classifica (2011) | Posizione Massima |
| ----------------- | ----------------- |
| Giappone          | 69                |
| Romania           | 59                |
| Stati Uniti (R&B) | 43                |